# Doña Elvira
Doña Elvira (llamada oficialmente Dona Elvira) es un lugar situado en la parroquia de Trasiglesia, del municipio español de Villardevós, en la provincia de Orense, Galicia.

## Demografía
| Gráfica de evolución demográfica de Doña Elvira entre 2000 y 2023 |
|                                                                   |
| Datos según el nomenclátor publicado por el INE.                  |